# W Hydri
W Hydri är en pulserande variabel av Mira Ceti-typ (M) i stjärnbilden Lilla vattenormen.
W Hydri varierar mellan visuell magnitud +11,2 och 17,1 med en period av 280 dygn.